# Valverde del Majano
Valverde del Majano és un municipi de la província de Segòvia, a la comunitat autònoma de Castella i Lleó.

## Demografia
| 1900  | 1920  | 1940  | 1960 | 1970 | 1981 | 1991 | 2000 |  |
| ----- | ----- | ----- | ---- | ---- | ---- | ---- | ---- |  |
| 1.088 | 1.090 | 1.003 | 933  | 636  | 518  | 524  | 501  |  |
| 2001  | 2002  | 2003  | 2004 | 2005 | 2006 | 2007 | 2008 |  |
| 516   | 531   | 530   | 561  | 622  | 680  | 807  |      |  |

## Administració
| Període      | Nom de l'alcalde/-essa | Partit polític | Data de possessió |
| ------------ | ---------------------- | -------------- | ----------------- |
| 1979 - 1983  |                        |                | 19/04/1979        |
| 1983 - 1987  |                        |                | 28/05/1983        |
| 1987 - 1991  |                        |                | 30/06/1987        |
| 1991 - 1995  |                        |                | 15/06/1991        |
| 1995 - 1999  |                        |                | 17/06/1995        |
| 1999 - 2003  |                        |                | 03/07/1999        |
| 2003 - 2007  | Rafael Casado Llorente | PP             | 14/06/2003        |
| 2007 - 2011  | Rafael Casado Llorente | PP             | 16/06/2007        |
| 2011 - 2015  | n/d                    | n/d            | 11/06/2011        |
| 2015 - 2019  | n/d                    | n/d            | 13/06/2015        |
| 2019 - 2023  | n/d                    | n/d            | 15/06/2019        |
| Des del 2023 | n/d                    | n/d            | 17/06/2023        |

## Eleccions municipals
| Eleccions municipals, 25 de maig de 2003 |      |        |          |
| Partit                                   | Vots | %      | Regidors |
| PP                                       | 260  | 71,63% | 5        |
| PSOE                                     | 94   | 25,9%  | 2        |

- Alcalde electe: Rafael Casado Llorente (PP).

| Eleccions municipals, 27 de maig de 2007 |      |        |          |
| Partit                                   | Vots | %      | Regidors |
| PP                                       | 383  | 77,22% | 6        |
| PSOE                                     | 95   | 19,15% | 1        |

- Alcalde electe: Rafael Casado Llorente (PP).

## Personatges il·lustres
- Agapito Marazuela Folklorista, musicòleg i destacat dolçainer.
- Nicomedes García Gómez Empresari. Fundador d'Auto Res, whisky DYC